# Йован Маркоський
Йован Маркоський (серб. Јован Маркоски) (23 червня 1980 року) — сербський футболіст, півзахисник. Володар Кубка України сезону 2008-09.

## Клубна кар'єра

### Ворскла
Один з лідерів нинішньої «Ворскли». Володіє нестандартним баченням гри, має добре поставлений пас, розвинене футбольне мислення і неабияку техніку. Відіграв вирішальну роль у недавніх успіхи «Ворскли» — перемозі в національному Кубку і непоганій грі в чемпіонаті.
У Вищій лізі дебютував 5 серпня 2006 року в матчі проти дніпропетровського «Дніпра».
Йован — найрезультативніший футболіст команди в сезоні 2008/2009 років (6 голів у чемпіонаті), а також в сезоні 2009/2010 років (7 голів у чемпіонаті, в інших турнірах він поки не забивав).

## Досягнення
- Чемпіон Югославії : 2001
- Володар Кубка Сербії та Чорногорії: 2005
- Володар Кубка України: 2009